# A demokrácia kritikája
A demokrácia kritikája az antikvitástól fogva megragadható: főbb kritikusai szerint a demokrácia gazdaságilag nem hatékony, politikailag idealista vagy erkölcsileg korrupt.

## Az ókori demokrácia kritikája

### A kortársak véleménye: Platón és Arisztotelész
A demokrácia kritikája először Arisztophanész műveiben jelent meg irodalmi igényességgel. Elsőként bemutatott, Lovagok c. drámájában az athéni demokrácia korrupt, demagóg vezetőjét, Kleónt bírálja, akit műveltebb és előkelőbb ellenlábasai – az athéni politikai elit összetételének és a demokrácia működési mechanizmusának kritikájaként – egy hurkás felléptetésével tudnak legyőzni. A demokrácia szélsőségességé válása vagy a néptömegek hibás döntéseinek bírálata megelőzi Platón írásait.
Platón azon a véleményen volt – és ebben más antik szerzők is követték –, hogy a demokrácia a csőcselék uralma (oklokrácia), azoké, akik a szabadságot megfelelő erények (például mértékletesség) hiányában a szélsőségességig fokozzák, s így a szabadságból szabadosság lesz. Állam című államelméleti műve nyolcadik könyvében megjegyezte, hogy a demokráciában mindenki a gazdagságot és a gyönyört keresi, ami káoszhoz, majd türanniszhoz vezethet. 
„A szertelen szabadság, úgy látszik, szertelen szolgaságba csap át, magán-, és állami életben egyaránt. […] Hihetőleg a türannisz nem más alkotmányból, de épp a demokráciából születik, a szertelen szabadságból támad a legvégső, legbőszebb szolgaság.”
Platón tanítványa, Arisztotelész a demokráciát az egyenlőség iránti (olykor túlzott) igény szülöttjének tartotta, az egyenlőtlenségre épülő oligarchiával szemben. Politika című művében Arisztotelész a demokráciát, mint „államformát” a közjót szolgáló politeia elfajulásaként értékeli. Mind a demokráciának, mind az ugyancsak negatívan értékelt oligarchiának kiemeli azon lehetséges túlzásait, amelyek forrongáshoz és az „alkotmány” megdőléséhez vezetnek.
„A demokrácia például úgy keletkezett, hogy az egy bizonyos szempontból egyenlőeket általában egyenlőknek vették (azért, mert valamennyien egyformán szabadok, azt gondolják, hogy most már minden tekintetben egyenlőek); az oligarchia pedig abból, hogy azokat, akik csak egyvalamely szempontból nem egyenlőek, általában is egyenlőtleneknek tartják (mivel vagyoni szempontból egyenlőtlenek, általában véve is olyanoknak képzelik őket.)”

### A korszak történeti vizsgálata
Kleiszthenész Kr.e. 508-ban meghirdetett reformjai a politikai rendszer gyökeres változásával jártak. Fontos megjegyezni, hogy az athéni lakosság mindössze tíz százalékának volt politikai joga, míg a phülé-rendszer tekinthető a világtörténelemben a választókörzetek első manipulatív átrajzolásának (gerrymandering); ennek köszönhetően a kereskedőket és az iparokat tömörítő egy-egy tengerparti és városi trittüsz összefogva számbeli fölényt ért el a kleiszthenészi-periklészi politika ellenzőinek számító konzervatívabb parasztságot képviselő belső szárazföldi harmaddal szemben. Egyes vélemények szerint Athén tengeri uralma, terjeszkedése, az általa vezetett Déloszi Szövetség és a megnyert háborúk okozták a gazdasági és kulturális fellendülést, és nem elsősorban Athén berendezkedése. További kételyekre ad okot, hogy az athéni demokráciához kötődnek az első politikai koncepciós perek: az athéni népgyűlés az arginusai csata (Kr.e. 406) győztes hadvezéreit kivégeztette, valamint Szókratészt istentelenség vádja miatt halálra ítélték.
A kutatás jelenlegi álláspontja a demokráciát nem tartja az ókori görögség jellegzetes rendszerének, sőt kifejezetten ritka előfordulásával számol. Németh György közel hétszáz görög polisz tüzetes vizsgálata után mindössze tizenháromban talált demokráciát, azok zöme is Athén befolyása alá tartozott.
Az ókori Hellászon kívül a demokrácia máshol nem volt meghatározó. Jóllehet Polübiosz a köztársasági Róma államrendjét kevert államformaként jellemezte, a korabeli Róma leginkább arisztokráciaként írható le (a szenátori rendet jelölő optimata kifejezés a legjobb jelentésű aristosnak feleltethető meg).

## A modern demokrácia kritikája

### Választójog kiterjesztésének kritikája
A 19. században a konzervativizmus és a klasszikus liberalizmus által egyaránt helyeselt műveltségi és vagyoni cenzus a későbbiekben fokozatosan megszűnt, az első világháború után Európa legtöbb országában bevezették az egyenlő, általános választójogot. A konzervatív politikai elit, mint a két világháború közötti Magyar Királyság vezetőrétege úgy vélte, hogy a választójog kiterjesztése a politikailag tájékozatlan néprétegek előretörésével és komoly belpolitikai krízissel járhat. Teleki Pál szerint „[…] a tekintély elvét, mint önként értetődőt ne önkényként alkalmazzuk, de úgy, hogy ne a számszerűség döntsön a kérdésekben, hanem az arra hivatott és arra jogosult tekintély – tehát nem numerantur, hanem ponderantur – és pedig vélemények és ellenvélemények meghallgatása után, megfontoltan és alaposan.”

### Az evolucionista történelemszemlélet kritikája
Elterjedt nézetnek számít, hogy a forradalmak fejlettebb gazdasági-társadalmi rendszer létrehozásával járnak (a marxista elméletek szerint a társadalmi formációk szükségszerűen váltják egymást, egészen a kommunizmus megvalósulásáig), továbbá a nyugati liberális diskurzus olykor elismerően viszonyult a szovjet kommunizmushoz. Egyes történészek azonban rámutattak, hogy a 17–19. század forradalmi eseményei minimális változásokkal jártak az angol vagy francia bel- és külpolitikában, sőt a későbbi Szovjetunióban is megmaradtak több évszázados politikai struktúrák. Mindemellett a forradalmak nem egyszerűsíthetők le elnyomók és elnyomottak ellentétére: „Ha elfogadjuk a rendkívül leegyszerűsítő forradalom-ellenforradalom felosztást, arra a következtetésre jutunk, hogy az 1650-es évek Angliájában, az 1793-94-es Franciaországban és az 1920-as évek Oroszországában éppen az ellenforradalom volt a tömegmozgalom, s a forradalom hívei kerültek kisebbségbe.” Mind a liberalizmus, mind a szocializmus a történelmi haladás végpontjának tekintette az általa preferált politikai rendszert és kormányformát.

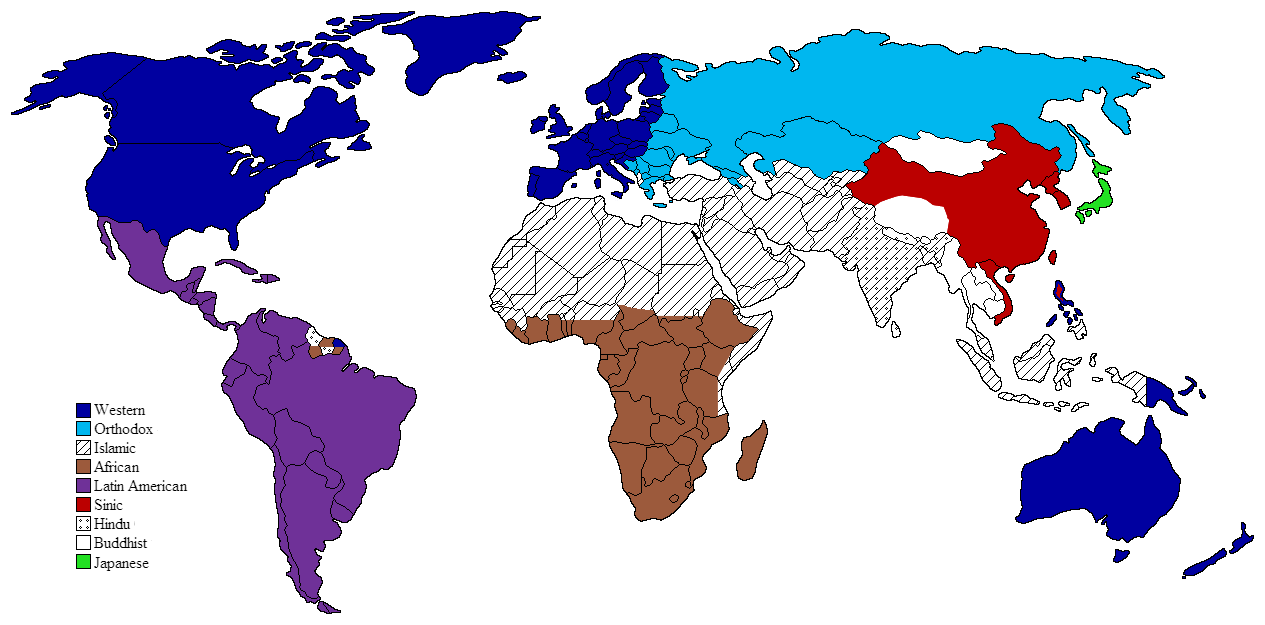
A civilizációk világa. Huntington véleménye szerint a világpolitika a történelem folyamán a 20. század végére sokpólusúvá és sokcivilizációjúvá vált és a modernizáció nem vezet egy egyetemes civilizáció felé, illetve a nem nyugati társadalmak nyugatiasodására

A Szovjetunió felbomlásával, a kommunizmus visszaszorulásával párhuzamosan többen a liberális demokrácia világméretű győzelmét valószínűsítették, jóllehet utóbbival szemben a 20. század végén sok kifogás merült fel politikai, jogi és történelemelméleti szempontból is. A bírálatok egy része Francis Fukuyama 1992-ben megjelent, A történelem vége és az utolsó ember c. művéhez kapcsolódik, mely egy sajátos evolucionista felfogás szellemében a liberális demokráciát nevezte meg a létező legfejlettebb, 1989 után világszerte előretörő és támogatandó politikai berendezkedésként; vele szemben Samuel P. Huntington 1993-as cikkében az államok kulturális, civilizációs alapon való önmeghatározását hangoztatta. Kijelenthető, hogy a marxista ideológia visszaszorulása ellenére a mainstream nyugati politikában meghatározónak számít a fejlődés univerzális jellegével számoló irányzat, a demokrácia világméretű terjesztésnek programja.

### Tömegdemokrácia kritikája

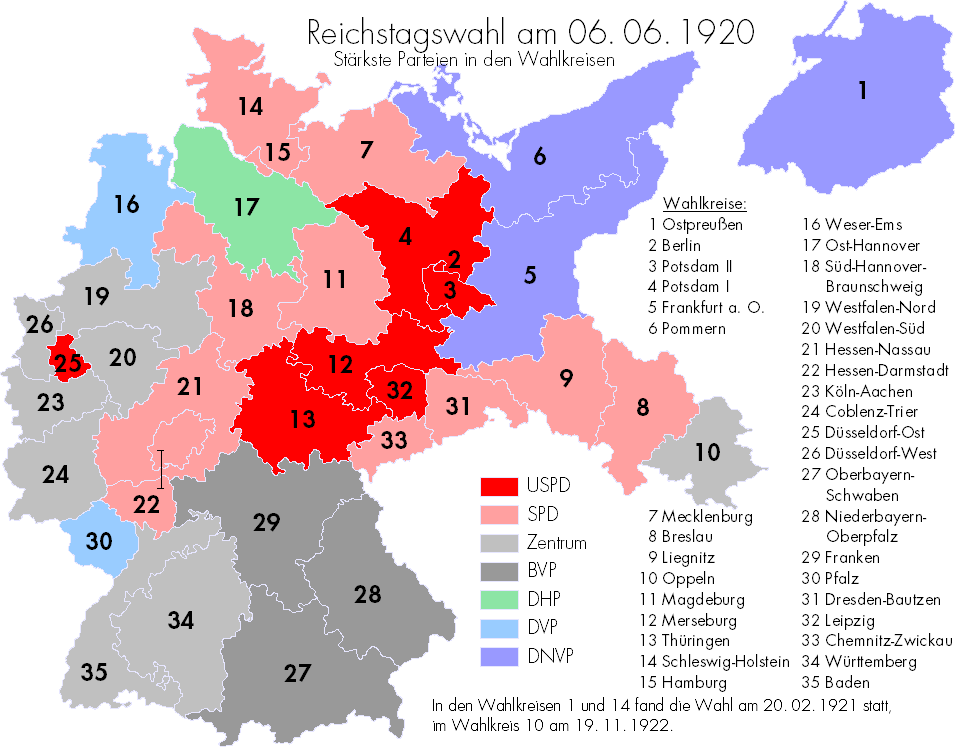
Az 1920-as Reichstag választások eredményének területi eloszlása

A konzervativizmus képviselőiről összefoglalóan elmondható a klasszikus liberalizmushoz hasonlóan a szabadság elfogadása és az egyenlőség tagadása; bár a 19. század végétől létrejöttek társadalmi problémákra nyitottabb szerveződések (keresztényszocialisták, agráriusok, nemzeti demokraták és centrumpártok), mindmáig meghatározó maradt az egalitárius elv elutasítása és a társadalmi-politika rend erőszakos megváltoztatásának elvetése. Ugyanakkor a demokrácia elvi kritikája az első világháború után kiegészült megvalósulásának bírálatával: kiváló példája ennek a weimari köztársaság diszfunkcionális jegyei és alacsony elfogadottsága. Az 1920-as évek Németországában teret nyert a konzervatív forradalom gondolata, amely „szabadság helyett a kötődéseket, az egyén helyett a közösségeket, a szétszakítottság helyett az egységet részesíti előnyben”.
A liberalizmust, a demokráciát és a marxizmust egyaránt bíráló, ultrakonzervatív beállítottságú Oswald Spengler úgy vélte, hogy a parlamentáris demokrácia a sajtó által megalkotott illúzió, mely valójában egy vékony pénzügyi elit uralmát szolgálja. „A kétségbeesett harcban, amelyet a világmegváltók és a szabadság megszállottjai a pénz hatalma ellen is folytatnak, az a tragikomikus, hogy ezzel éppen a pénz hatalmát erősítik”; „Egy régi típusú demokrata ma nem sajtószabadságot, hanem a sajtótól való szabadságot követelne.”
A tömegdemokrácia jobboldali, konzervatív kritikája ellenére a 20. század második felének nyugati világát a választók és választhatók számának további, robbanásszerű bővülése jellemezte (nem a cenzusos választójoghoz és nem is a tekintélyuralomhoz való visszatérés, amitől a radikális baloldal tartott). Kiváló példája ennek Ausztria, ahol valamennyi lakos 16 éves kortól választó, 18-tól választható; de ide sorolható a női választójog bevezetése vagy bevándorlóknak adott politikai jogok.

### Liberális demokrácia kritikája
Általánosságban elmondható, hogy a liberális demokráciák (szemben a liberalizmus eszmetörténeti gyökereivel) nem a szólás- és gondolatszabadság maradéktalan érvényesülését teszik lehetővé, hanem a politikailag korrekt elvárások jegyében úgy nyelvpolitikailag, mint ideológiailag behatárolják a megtárgyalható problémák körét (megbélyegezve az „inkorrektnek” minősített gondolatok kifejezőit). Felvethető ugyanakkor, hogy a pozitív jogok alkalmazása, a liberális elveknek ellentmondó nagy állam megerősödése, a redisztributív gazdasági rendszer, a pozitív diszkrimináció megléte és a választhatóság feltételeibe való beavatkozás (pl. a törvényhozó és végrehajtó hatalom esetében a női kvóta érvényesítése) jelentős eltérést mutat a klasszikus-, illetve gazdasági liberalizmus elveihez képest. Egyes vélemények szerint a liberális demokráciák ideológiája sokkal inkább a balliberalizmus vagy szociálliberalizmus.
A liberális demokráciát bírálattal illető illiberális demokrácia fogalma azután került újra a figyelem középpontjába, hogy Orbán Viktor miniszterelnök a 2014. július 25-én elmondott tusnádfürdői beszédében a világban létező illiberális demokráciákról beszélt, amelyek nem nyugatiak, nem liberálisok és talán nem is demokráciák, mégis sikeresek. Jóllehet a magyar miniszterelnök beszéde után komoly bírálatokat könyvelhetett el, az egalitárius, doktriner, szabadságjogokat korlátozó baloldali demokrácia létező és vitatható jelenség.

## Politikai kritikák

### A többség zsarnoksága

Szlovákia kerületei. A közigazgatást olyan módon szervezték át, hogy a felvidéki magyarság az egyes régiókban és választókörzetekben kisebbségben legyen.

A köztársasági demokrácia elemzője, Tocqueville 1830-as évekbeli írásában analitikusan az amerikai demokrácia intézményeit és azok funkcióit vizsgálta, bemutatva a lehetséges fenyegetéseket és a valós veszélyeket. Ezek közé tartozik a többség zsarnoksága: a demokráciában a többség akarata érvényesül, és akik kisebbségbe kerülnek, az ellentétes érdekek miatt sokszor érezhetik a többséget zsarnokinak.
A többségi demokrácia leginkább a francia típusú „nemzetállamokban” használatos rendszer, amely egyenlő személyiségi jogokat biztosít, ugyanakkor megtagad mindenféle etnikai alapú kollektív önigazgatási jogot a többségi nemzeten kívül minden más népcsoporttól. A hivatalos nyelv és kultúra nem teszi lehetővé, hogy etnikai csoportok létezzenek, és az ilyen köztársaságban nagyarányú a beolvadás. Mint azt Szűcs Jenő megjegyzi, „A mai nyugat-európai „etnikai reneszánsz” részeseinek tekintélyes hányada egykori feudális-territoriális autonómiák háttérbázisának köszönheti, hogy – ha nagy veszteségekkel is – úgy-ahogy átvészelte az etnikai lét igazi pestiseit: az újkori állami centralizációt és az államnacionalizmust.”

### Politikai instabilitás

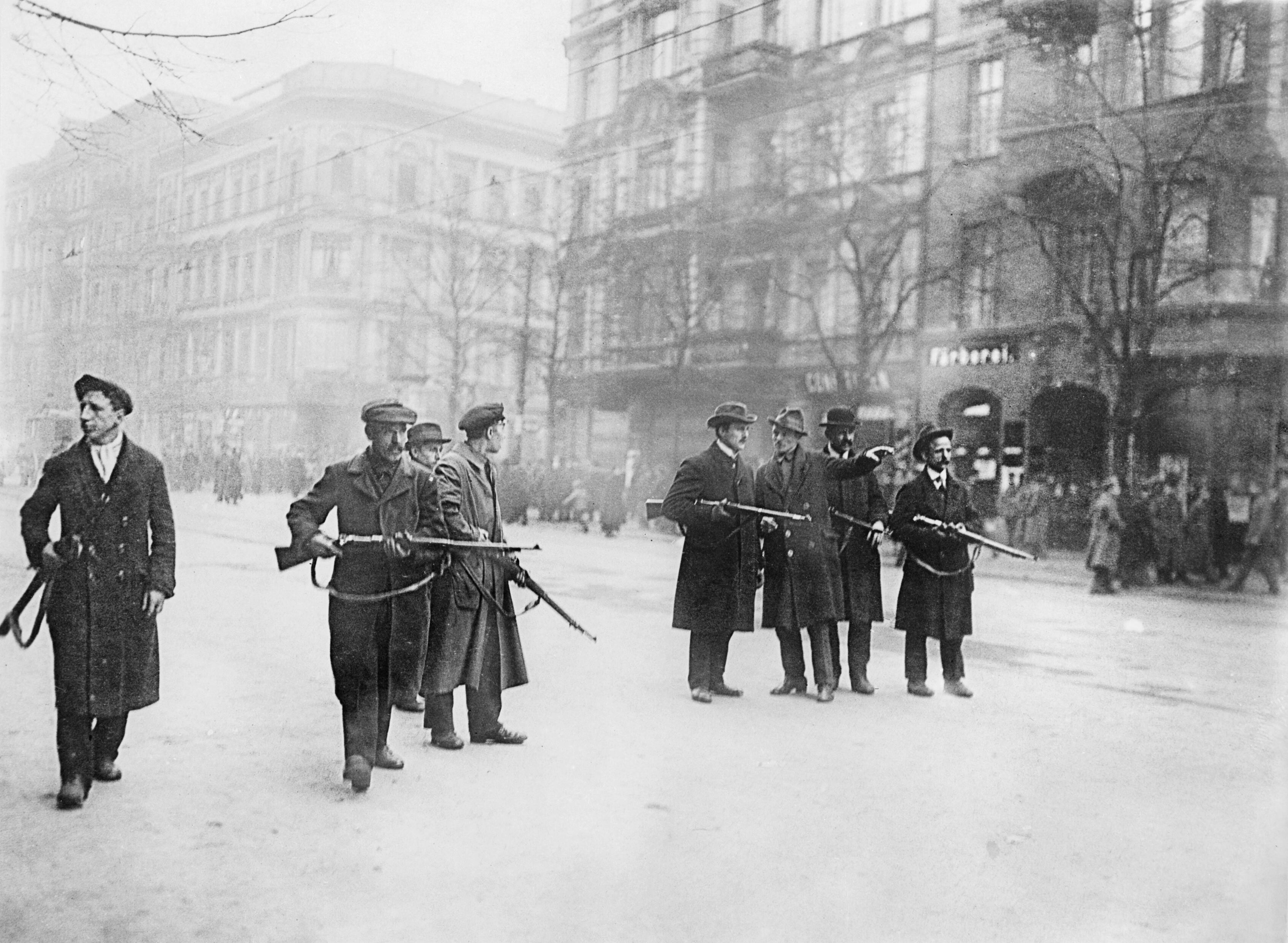
Spartakista milícia Berlinben, 1919. január. A demokrácia a radikális politikai erők, többek között a polgári demokrácia ellenzőinek jelenlétével járt.

Egyes nyugati véleményformálók a politikai stabilitás hiányát és a csekély hatékonyságot vetik a demokrácia szemére. A hatalmi ágak megosztása eleve nem kedvez (krízisek esetén) a gyors reagálásnak és a koherens, hosszútávú nagystratégiának. A politikai váltógazdálkodás gyakran jár együtt a bel- és külpolitika megváltozásával. A győztes politikai pártot éles kritikát érhetik a tömegtájékoztatási eszközök részéről, élesebb bel- és gazdaságpolitikai fordulatok esetén az állam nemzetközileg elszigetelődhet; mindez elriaszthatja a befektetőket, ami gátolja a gazdasági növekedést. Emiatt többen is felvetették, hogy a demokrácia nem a legmegfelelőbb a fejlődő országok számára, melyeknél a gazdasági növekedés és a szegénység csökkentése a legfontosabb. Mások úgy vélekednek, hogy a politikai piac a gazdasági piachoz hasonlóan működik, valamint a demokratikus folyamatok révén egyensúly teremthető a rendszerben.
A terrorizmus és a demokrácia viszonya összetett. Elmondható, hogy napjainkban a legdemokratikusabb országokban ritkábbnak számít a belföldi terrorizmus, azonban a széles politikai jogok, az emberek szabad mozgása komoly biztonságpolitikai kockázattal jár. A 60-as, 70-es években a szélsőbaloldali ideológiájú terrorizmus számított jelentősnek (mint az NSZK-beli Vörös Hadsereg Frakció, az olasz Vörös Brigádok és a francia Action directe). Valamennyi demokrácia felelőssége, hogy biztonságpolitikai fenyegetettség és fegyveres konfliktusok esetén a belső stabilitást megőrizve, a személyes szabadságjogok tiszteletben tartásával hárítsa el a veszély forrását – miközben egy autokráciának a rend megőrzése terén nincsenek hasonló kötöttségei.

## Filozófiai kritikák

### Timokrácia és oligarchia
A kormányzati formákat aszerint kell megítélnünk, amilyen mértékben az erényeknek helyt adnak, kezdve a legjobbal, a timokráciával, mely nagy jelentőséget tulajdonít a becsületnek, az egyén képességeinek, míg az oligarchia a politikai jogokat a vagyonnal köti össze. A demokráciában az oligarchák vagy a módosabb kereskedők nem képesek a hatalmat kézben tartani és az embereket irányítani, ezért megválasztanak valakit, aki az érdeküket képviseli. Mivel a kormány túl sok szabadságot garantál az embereknek, az állam a negyedik uralmi formává, türannisszá vagy a csőcselék uralmává fajul.

### Erkölcsi hanyatlás
Egyes gondolkodók úgy tartják, hogy a demokrácia a kormányba (és az intézményekbe) vetett bizalom csökkenésével járhat. A bizalmatlanság és a tiszteletlenség áthatja a társadalom valamennyi szegmensét, gondoljunk szülő és gyermek, tanár és diák viszonyára. Ez a bizalmi deficit lehet a gyakori válások, a fiatalkori bűnözés, huliganizmus és az alacsony színvonalú közoktatás oka a nyugati társadalmakban. Egyes vélemények szerint a demokrácia lényegében az erkölcsi relativizmus elvét követi, vagyis bizonyos elvi kérdésekben nem az állandó erkölcsi értékek vagy az észszerűség számítanak, hanem az, amit egy adott embercsoport értékként fogad el.